# Paul Rabinow
Paul Rabinow (Florida, 21 de junio de 1944-6 de abril de 2021) fue un antropólogo estadounidense. Profesor de antropología en la Universidad de California en Berkeley, director del  Anthropology of the Contemporary Research Collaboratory, y director del Human Practices for the Synthetic Biology Engineering Research Center (SynBERC). Fueron especialmente notorias su larga e influyente aproximación y reflexión sobre el pensamiento de Michel Foucault, y la aplicación de tal teoría y metodología al campo de las ciencias sociales.[cita requerida]
Sus obras principales incluyen: Marking Time: On the Anthropology of the Contemporary (2007); Anthropos Today: Reflections on Modern Equipment (2003); Essays on the Anthropology of Reason (1996), Making PCR: A Story of Biotechnology (1993); French Modern: Norms and Forms of the Social Environment (1989); The Foucault Reader (1984), Michel Foucault: Beyond Structuralism and Hermeneutics (1983) (with H. Dreyfus); Reflections on Fieldwork in Morocco (1977 & 2007).

## Vista general de su obra
Fue conocido por sus trabajos sobre la «antropología de la razón», realizados en clave foucaultiana. Lo que le interesaba era tomar la antropología en el encuentro de sus dos componentes, anthropos + logos, para de aquí llegar a una definición de la antropología como práctica que ha de estudiar las relaciones mutuamente productivas compuestas de saber, pensamiento y cuidado de sí y los otros, a su vez insertas dentro de contingentes relaciones de poder.  Desarrolló una serie de reflexiones e investigaciones con el fin de investigar las posibilidades de lo que llamó una «antropología de lo contemporáneo». Esta antropología de lo contemporáneo se diferenció tanto de las “antropologías de la modernidad” como toma de distancia frente a los debates sobre el postmodernismo que se dieron en los años 80 y 90. Lejos de entender la modernidad como una época, Rabinow prefirió analizarla como un ethos. Lo contemporáneo sería esa compleja y heterogénea formaciones (con simultáneas capas arqueológicas y genealógicas) que se mueve entre el pasado reciente y el futuro cercano.[cita requerida]
Fue conocido por el trabajo conceptual que ha realizado, especialmente influido por las tradiciones francesa, alemana y norteamericana. Fue también un interlocutor cercano de Michel Foucault. Ha acercado el trabajo de Foucault a las ciencias sociales, especialmente la antropología, y además de haber editado e interpretado la obra de éste en su propio trabajo la ha ramificado en nuevas direcciones.[cita requerida]
Con su trabajo se ha enfrentado constantemente al reto de inventar y practicar nuevas formas éticas, de indagación y de escritura para las ciencias humanas. Consideró que las prácticas de producción de conocimientos, los espacios e instituciones actuales no son adecuados, ni epistemológica ni institucionalmente, para comprender las cosas humanas del siglo XXI. En respuesta a esta crítica, diseñó distintos modos de experimentación y colaboración centrados en el trabajo conceptual colectivo y nuevas aproximaciones a partir de una indagación basada en los estudios de caso.[cita requerida]
Dedicó sus esfuerzos y tiempo en pensar y crear nuevos lugares, adyacentes a las estructuras universitarias existentes, diagnosticando la organización disciplinaria universitaria y sus patrones institucionales como uno de los mayores impedimentos para el pensamiento en el siglo XXI. Sostuvo que, ya que las formas de organización y las prácticas de las ciencias sociales y las humanidades en el sistema universitario de los EE. UU. han cambiado bien poco durante las últimas décadas, no parece que vayan a poder ayudar a componer el equipamiento contemporáneo que es necesario. Reivindicó la creación de lugares adyacentes a, y más flexibles que, la universidad y su estructura disciplinaria. Ha jugado un papel capital en el diseño de dos organizaciones alternativas: el Anthropology of the Contemporary Research Collaboratory (ARC),   y el Synthetic Biology Engineering Research Center (SynBERC).
El Anthropology of the Contemporary Research Collaboratory fue fundado por Paul Rabinow, Stephen Collier y Andrew Lakoff como parte del esfuerzo por elaborar nuevas formas de indagación en las ciencias humanas. Aspiró a forjar modelos para nuevas infraestructuras, herramientas y colaboración, y nuevas prácticas de indagación. El trabajo colaborativo principal del ARC se enfoca hacia la formación de conceptos y trabajo colectivo en las ciencias humanas. El ARC es un colaboratorio para la indagación a propósito de las formas de vida, trabajo y lenguaje contemporáneas. El ARC combina el estudio empírico y el trabajo conceptual con una perspectiva de investigación de largo-tiempo. El ARC creó un equipamiento contemporáneo adecuado para el trabajo colectivo requerido por los retos emergentes del siglo XXI. Las investigaciones actuales del ARC se centran en la interconexión de los problemas relativos a la seguridad, la ética y las ciencias.[cita requerida]

## Detalles biográficos
Rabinow obtuvo su título de grado (1965), máster (1967), y doctorado (1970) en antropología por la Universidad de Chicago. Estudió en la École Pratique des Hautes Études en París (1965-66). Recibió la Guggenheim Fellowship (1980); fue profesor visitante Fulbright en el Museo Nacional de Río de Janeiro (1987); enseñó en la École des Hautes Études en Sciences Sociales en París (1986) así como en la École Normale Supérieure (1997) y fue profesor visitante Fulbright Professor en la Universidad de Islandia (1999). Recibió beca del National Endowment for the Humanities and National Science Foundation Professional Development Fellowships (para impartir clases sobre biología molecular). Es cofundador del Berkeley Program in French Cultural Studies. Fue nombrado Chevalier de l’Ordre des Arts et des Lettres por el gobierno francés en 1998. Recibió el Alumni Association Professional Achievement Award de la Universidad de Chicago en el 2000. Fue galardonado con el visiting Chaire Internationale de Recherche Blaise Pascal at the École Normale Supérieure en el 2001-2, y STICERD Distinguished Visiting Professor- BIOS Centre for the Study of Bioscience, Biomedicine, Biotechnology and Society, por la London School of Economics (2004).

## Publicaciones en Castellano
Libros
- Reflexiones sobre un trabajo de campo en Marruecos. Júcar, Madrid, 1992.
- Michel Foucault: Más allá del estructuralismo y la hermenéutica, con Hubert Dreyfus.Nueva Visión, Buenos Aires, 2001.

Capítulos de libro y Artículos
- "Pasos hacia un laboratorio antropológico" en Revista de Antropología Experimental, n.º 9, 2009.
- "Biopoder, dignidad, anthropos sintético" traducido en el blog de la Universidade Invisíbel, 2009).
- "La representaciones son hechos sociales: modernidad y postmodernidad en la Antropología" en James Clifford y George Marcus, Retóricas de la antropología. Júcar, Madrid, 1991.

## Publicaciones en Inglés
- Marking Time: On the Anthropology of the Contemporary, Princeton: Princeton University Press, 2008
- Designs for an Anthropology of the Contemporary, con George Marcus, James Faubion y Tobias Rees, Durham, NC: Duke University Press, 2008.
- Reflections on Fieldwork in Morocco, 30th anniversary edition with a new Preface. University of California Press, 2007. (chino)
- A Machine to Make a Future: Biotech Chronicles, con Talia Dan-Cohen–2ª ed. revisada, Princeton University Press, 2006. (orig. 2004)
- Anthropos Today: Reflections on Modern Equipment, Princeton University Press, 2003
- The Essential Foucault, (con Nikolas Rose), The New Press, 2003.
- French DNA. Trouble in Purgatory, University of Chicago Press, 1999
- Ethics, Subjectivity and Truth, Vol. 1 de The Essential Works of Michel Foucault 1954-1984, Series editor y editor del Vol. 1. The New Press, 1997
- Making PCR. A Story of Biotechnology, University of Chicago Press, 1996
- French Modern: Norms and Forms of the Social Environment, MIT Press, 1989 (University of Chicago Press, 1995)
- Interpretive Social Science: A Second Look, with W. Sullivan, University of California Press, 1987
- The Foucault Reader, Pantheon Books, 1984
- Interpretive Social Science: A Reader, con W. Sullivan, University of California Press, 1978
- Reflections on Fieldwork in Morocco, University of California Press, 1977. [francés, castellano, japonés]
- Symbolic Domination: Cultural Form and Historical Change in Morocco, University of Chicago Press, 1975